# Jacob ben Abraham Faitusi
Jacob ben Abraham Faitusi, décédé en juillet 1812 à Alger, est un érudit juif tunisien. Il passe une part importante de sa vie à Jérusalem comme collecteur de dons.

## Biographie
Faitusi est l'auteur du Berit Ya'aqob publié à Livourne en 1800, un ouvrage qui contient :
- des sermons ;
- le Shittah Mequbbetzet de Bezalel Ashkenazi sur Sota, avec les notes de l'éditeur, intitulé Yagel Ya'aqob ;
- des gloses des Gueonim sur les traités talmudiques du Nedarim et du Nazir, avec les notes de l'éditeur ;
- des commentaires sur le Nazir par Abraham ben Musa ;
- le Sha'are Tzedeq, un commentaire attribué à Rabbi Levi ben Gershom, sur les treize règles herméneutiques de Rabbi Ishmael ;
- des nouvelles sur Houlin et Pessahim ;
- des poèmes intitulés Qontres Acharon.

Faitusi a également rédigé Yerek Ya'aqob publié à Livourne en 1842, un livre de sermons organisés dans l'ordre des sections du shabbat, et un appendice intitulé Ya'ir Kokab mi-Ya'aqob, qui contient des nouvelles et des responsa. 
Il a par ailleurs édité Mizbach Kapparah de Nahmanide, le Shittah Mequbbetzet de Bezalel Ashkenazi sur Zevahim et plusieurs tossafot de Rabbi Perez, Eliezer de Touques et d'autres sur des traités talmudiques, avec un appendice intitulé Ranenu le-Ya'aqob (publié à Livourne en 1810) contenant des nouvelles talmudiques et sermons par Jacob (republié dans une édition augmentée par Saul ha-Levi à Lemberg en 1861) ; le Sefer Mar'eh ha-Ofannim (publié à Livourne en 1810), qui contient les nouvelles d'Asher ben Yehiel sur Sotah, le Shittah d'Aaron Halevi sur Beitsa et un appendice intitulé Yagel Ya'aqob qui contient des nouvelles sur Pessahim, Beitsa, Roch Hachana, Moëd Katan, Avodah Zarah et Makkot.

## Sources
Cet article contient des extraits de la Jewish Encyclopedia de 1901–1906 dont le contenu se trouve dans le domaine public.
- (en) Cet article est partiellement ou en totalité issu de l’article de Wikipédia en anglais intitulé « Jacob ben Abraham Faitusi » (voir la liste des auteurs).